# Saint-Christophe-sur-le-Nais
Pour les articles homonymes, voir Saint-Christophe.
Saint-Christophe-sur-le-Nais est une commune française située dans le département d'Indre-et-Loire, en région Centre-Val de Loire.
Ses habitants sont appelés les Christophoriens.

## Géographie
| Saint-Pierre-de-Chevillé Sarthe | Dissay-sous-Courcillon Sarthe |            |
| Saint-Aubin-le-Dépeint          | Saint-Christophe-sur-le-Nais  | Villebourg |
|                                 | Saint-Paterne-Racan           |            |

### Localisation et caractéristiques
La commune de Saint-Christophe-sur-le-Nais est située à l'extrême nord du département d'Indre-et-Loire, à une trentaine de kilomètres de Tours, en limite avec celui de la Sarthe.
La voie ferrée Caen-Le Mans-Tours assure un trafic de marchandises régulier et quelques trains de voyageurs font une halte à la gare de Saint-Paterne-Racan, commune voisine, située à deux kilomètres au sud-est. Pour les voyageurs, un réseau de cars réguliers (TER et Fil Vert) assurent des transports quotidiens vers Tours.
La commune s'étend sur 1 827 ha. On trouve 133 ha de prés, 1 600 ha de terres agricoles utilisées dont 1 409 ha de terres labourables et 70 ha de vergers.

### Hydrographie

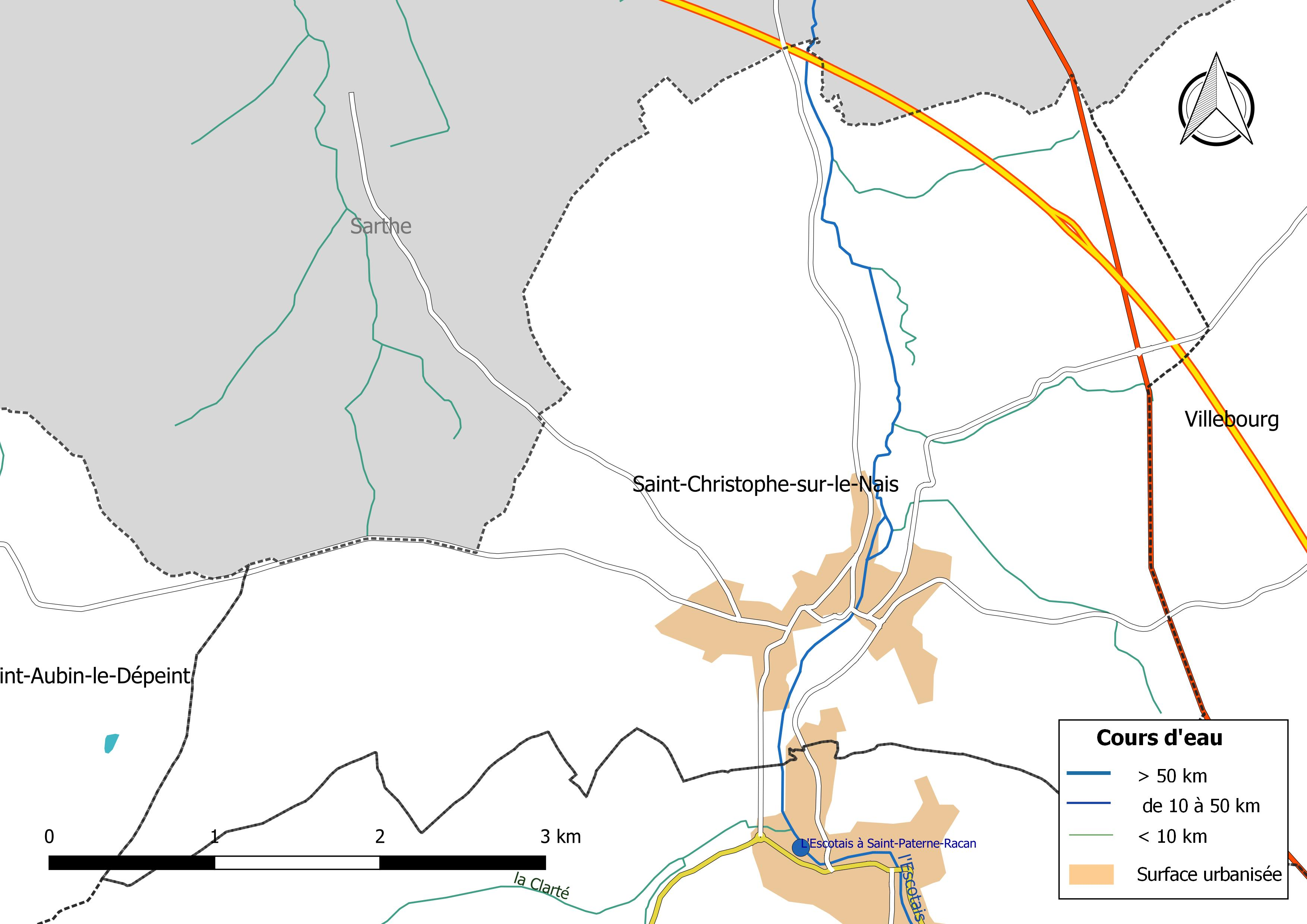
Réseau hydrographique de Saint-Christophe-sur-le-Nais.

Le réseau hydrographique communal, d'une longueur totale de 12,03 km, comprend un cours d'eau notable, l'Escotais (4,94 km), et quatre petits cours d'eau pour certains temporaires,.
L'Escotais, d'une longueur totale de 23,6 km, prend sa source dans la commune de Neuillé-Pont-Pierre et se jette dans le Loir à Dissay-sous-Courcillon (Sarthe) après avoir traversé 4 communes. La station hydrométrique de Saint-Paterne-Racan permet de caractériser les paramètres hydrométriques de l'Escotais. Le débit mensuel moyen (calculé sur 51 ans pour cette station) varie de 0,09 m3/s au mois d'août  à 0,63 m3/s au mois de février. Le débit instantané maximal observé sur cette station est de 18 m3/s le 19 février 1978, la hauteur maximale relevée a été de 1,93 m ce même jour,. Ce cours d'eau est classé dans la liste 2 au titre de l'article L. 214-17 du code de l'environnement sur le Bassin Loire-Bretagne. Du fait de ce classement, tout ouvrage doit être géré, entretenu et équipé selon des règles définies par l'autorité administrative, en concertation avec le propriétaire ou, à défaut, l'exploitant.
Sur le plan piscicole, l'Escotais est classé en première catégorie piscicole. Le groupe biologique dominant est constitué essentiellement de salmonidés (truite, omble chevalier, ombre commun, huchon).

### Climat
Pour des articles plus généraux, voir Climat du Centre-Val de Loire et Climat d'Indre-et-Loire.
En 2010, le climat de la commune est de type climat océanique dégradé des plaines du Centre et du Nord, selon une étude du Centre national de la recherche scientifique s'appuyant sur une série de données couvrant la période 1971-2000. En 2020, Météo-France publie une typologie des climats de la France métropolitaine dans laquelle la commune est dans une zone de transition entre le climat océanique et le climat océanique altéré et est dans la région climatique  Moyenne vallée de la Loire, caractérisée par une bonne insolation (1 850 h/an) et un été peu pluvieux.
Pour la période 1971-2000, la température annuelle moyenne est de 10,9 °C, avec une amplitude thermique annuelle de 14,4 °C. Le cumul annuel moyen de précipitations est de 723 mm, avec 10,5 jours de précipitations en janvier et 7,2 jours en juillet. Pour la période 1991-2020, la température moyenne annuelle observée sur la station météorologique installée sur la commune est de 12,1 °C et le cumul annuel moyen de précipitations est de 682,2 mm,. Pour l'avenir, les paramètres climatiques de la commune estimés pour 2050 selon différents scénarios d'émission de gaz à effet de serre sont consultables sur un site dédié publié par Météo-France en novembre 2022.
| Mois                                  | jan.          | fév.           | mars          | avril         | mai           | juin          | jui.           | août           | sep.          | oct.            | nov.          | déc.             | année     |
| ------------------------------------- | ------------- | -------------- | ------------- | ------------- | ------------- | ------------- | -------------- | -------------- | ------------- | --------------- | ------------- | ---------------- | --------- |
| Température minimale moyenne (°C)     | 2,5           | 2,3            | 3,8           | 5,6           | 9             | 12            | 13,8           | 13,7           | 10,8          | 8,6             | 5,1           | 2,8              | 7,5       |
| Température moyenne (°C)              | 5,1           | 5,8            | 8,3           | 10,8          | 14,4          | 17,8          | 19,8           | 19,7           | 16,4          | 12,8            | 8,3           | 5,6              | 12,1      |
| Température maximale moyenne (°C)     | 7,8           | 9,2            | 12,8          | 16,1          | 19,8          | 23,5          | 25,9           | 25,7           | 22            | 17              | 11,5          | 8,3              | 16,6      |
| Record de froid (°C) date du record   | −16 07.01.09  | −13,3 09.02.12 | −10 01.03.05  | −3,5 04.04.22 | −0,1 06.05.19 | 2,8 01.06.06  | 6,5 13.07.1993 | 5,1 28.08.1998 | 2,3 25.09.02  | −3,3 30.10.1997 | −8 24.11.1998 | −10,4 30.12.1996 | −16 2009  |
| Record de chaleur (°C) date du record | 16,1 01.01.23 | 22,4 27.02.19  | 24,8 31.03.21 | 29,9 20.04.18 | 30,8 28.05.17 | 39,2 18.06.22 | 40,1 25.07.19  | 39,6 06.08.03  | 34,5 09.09.23 | 30,6 08.10.23   | 22,5 07.11.15 | 18,4 07.12.00    | 40,1 2019 |
| Précipitations (mm)                   | 61,7          | 49,1           | 48,3          | 53,3          | 59,3          | 50,1          | 52,2           | 49,9           | 51,9          | 67,3            | 65,8          | 73,3             | 682,2     |

## Urbanisme

### Typologie
Au 1er janvier 2024, Saint-Christophe-sur-le-Nais est catégorisée bourg rural, selon la nouvelle grille communale de densité à sept niveaux définie par l'Insee en 2022.
Elle appartient à l'unité urbaine de Saint-Paterne-Racan, une agglomération intra-départementale regroupant deux  communes, dont elle est une commune de la banlieue,,. Par ailleurs la commune fait partie de l'aire d'attraction de Tours, dont elle est une commune de la couronne,. Cette aire, qui regroupe 162 communes, est catégorisée dans les aires de 200 000 à moins de 700 000 habitants,.

### Occupation des sols
L'occupation des sols de la commune, telle qu'elle ressort de la base de données européenne d’occupation biophysique des sols Corine Land Cover (CLC), est marquée par l'importance des territoires agricoles (88,5 % en 2018), une proportion identique à celle de 1990 (88,5 %). La répartition détaillée en 2018 est la suivante : 
terres arables (56,2 %), zones agricoles hétérogènes (19,3 %), prairies (6,9 %), forêts (6,6 %), cultures permanentes (6 %), zones urbanisées (4,9 %). La commune de Saint-Christophe-sur-le-Nais fait partie du terroir viticole de l'appellation d'origine contrôlée Coteau-du-Loir, reconnue par décret en 1948,,. La flore de la commune de Saint-Christophe-sur-le-Nais est référencée par le Conservatoire Botanique du Bassin Parisien, un service scientifique du Muséum National d'Histoire Naturelle. Les données naturalistes sur la faune et la flore de la commune sont enregistrées par la Société d'Etudes, de Protection et d'Aménagement de la Nature en Touraine (SEPANT) et sont consultables sur la plateforme collaborative Obs'37. L'évolution de l’occupation des sols de la commune et de ses infrastructures peut être observée sur les différentes représentations cartographiques du territoire : la carte de Cassini (XVIIIe siècle), la carte d'état-major (1820-1866) et les cartes ou photos aériennes de l'IGN pour la période actuelle (1950 à aujourd'hui).

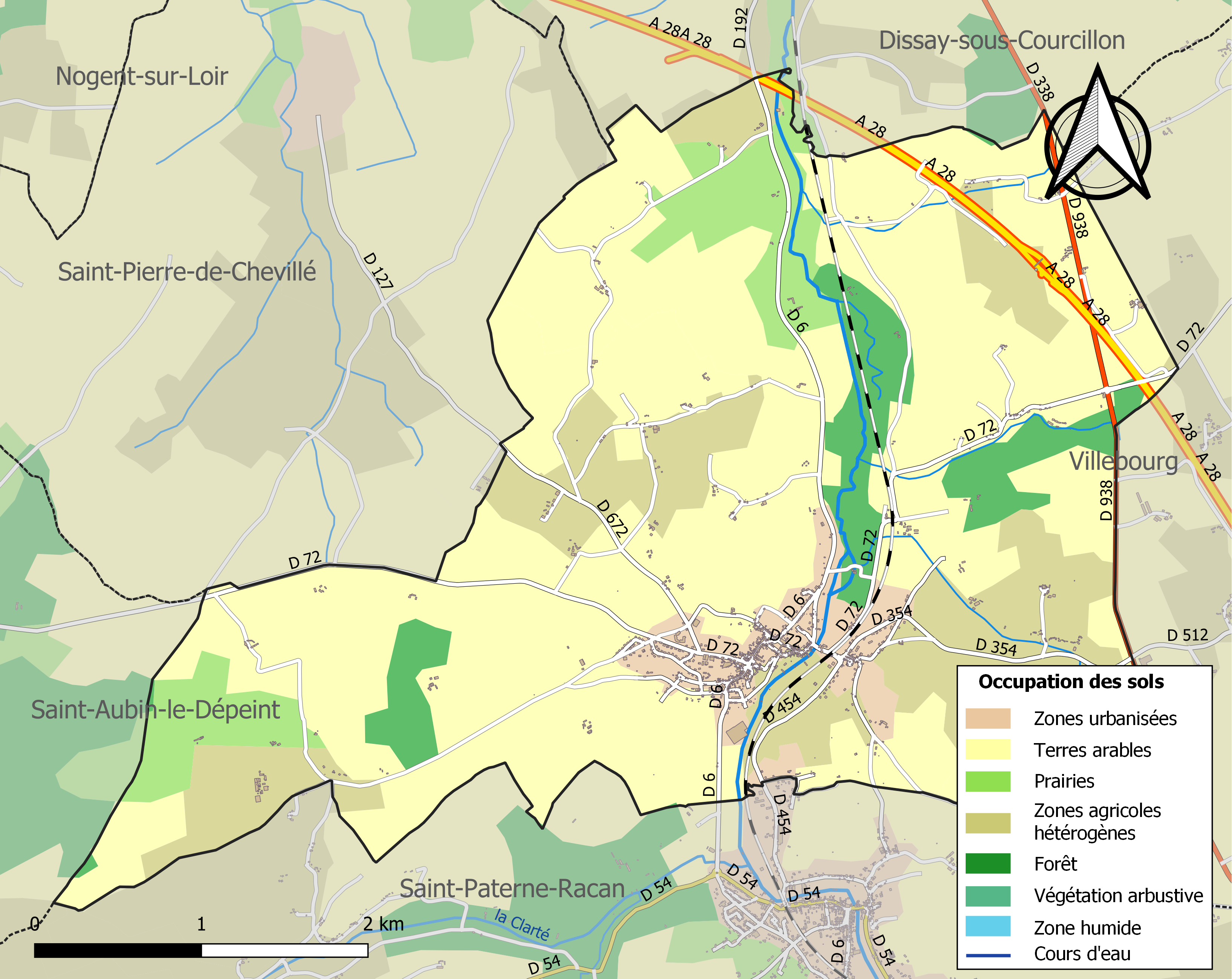
Carte des infrastructures et de l'occupation des sols de la commune en 2018 (CLC).

### Risques majeurs
Le territoire de la commune de Saint-Christophe-sur-le-Nais est vulnérable à différents aléas naturels : météorologiques (tempête, orage, neige, grand froid, canicule ou sécheresse), mouvements de terrains et séisme (sismicité très faible). Un site publié par le BRGM permet d'évaluer simplement et rapidement les risques d'un bien localisé soit par son adresse soit par le numéro de sa parcelle.

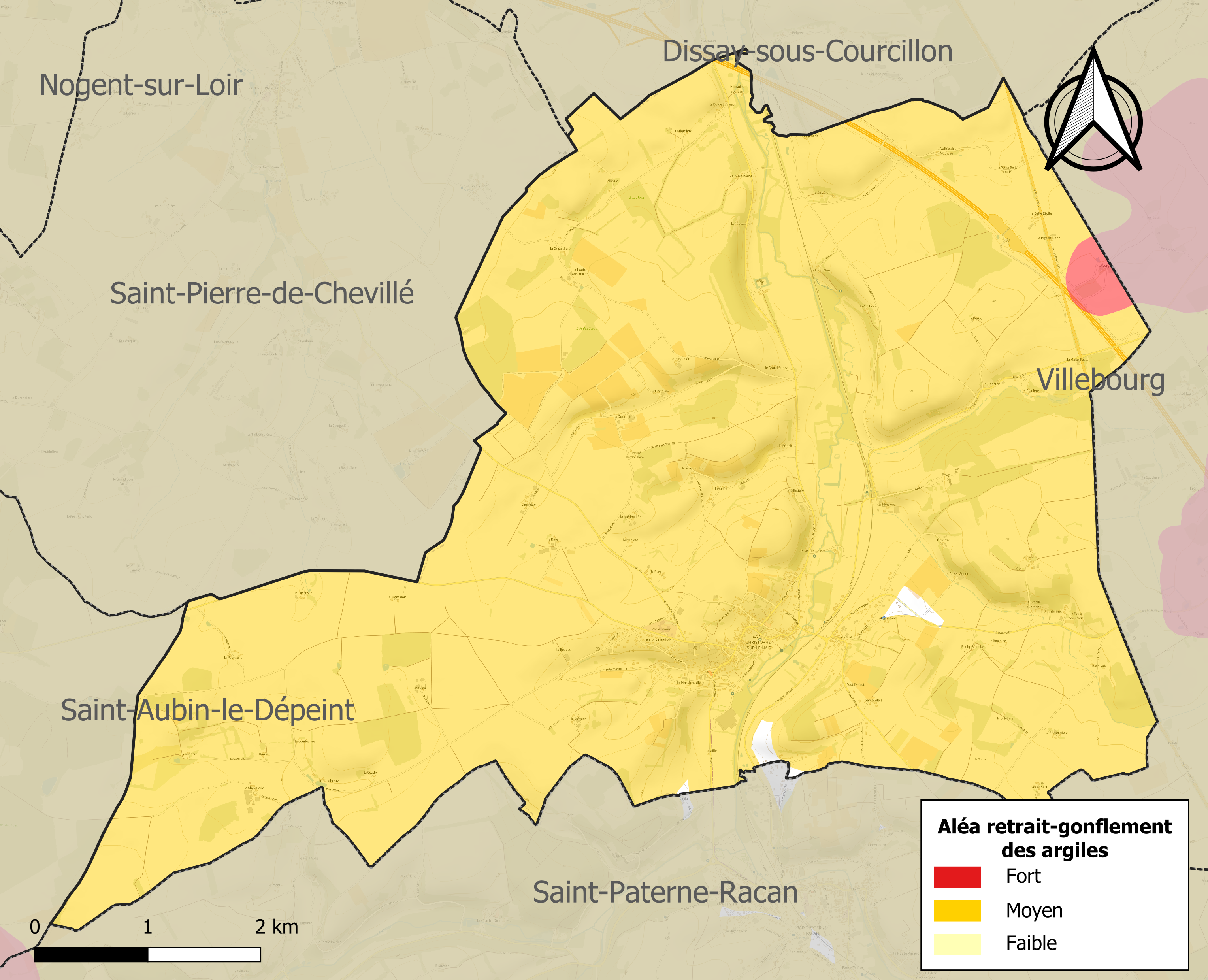
Carte des zones d'aléa retrait-gonflement des sols argileux de Saint-Christophe-sur-le-Nais.

La commune est vulnérable au risque de mouvements de terrains constitué principalement du retrait-gonflement des sols argileux. Cet aléa est susceptible d'engendrer des dommages importants aux bâtiments en cas d’alternance de périodes de sécheresse et de pluie. 99,6 % de la superficie communale est en aléa moyen ou fort (90,2 % au niveau départemental et 48,5 % au niveau national). Sur les 528 bâtiments dénombrés sur la commune en 2019, 526 sont en aléa moyen ou fort, soit 100 %, à comparer aux 91 % au niveau départemental et 54 % au niveau national. Une cartographie de l'exposition du territoire national au retrait gonflement des sols argileux est disponible sur le site du BRGM,.
Concernant les mouvements de terrains, la commune a été reconnue en état de catastrophe naturelle au titre des dommages causés par la sécheresse en 1991 et 1992 et par des mouvements de terrain en 1995 et 1999.

## Histoire

### Origines
Même si des indices archéologiques témoignent d'une présence humaine ancienne (ateliers lithiques et habitats de la fin du Paléolithique et du Néolithique, activités métallurgiques de l'époque gallo-romaine), le village de Saint-Christophe n'apparaît véritablement dans l'histoire qu'autour de l'an mil, au moment où les seigneurs d'Alluye(s) en Perche-Gouët, alliés des comtes d'Anjou, établissent au-dessus de la vallée de l'Escotais une place forte autour de laquelle ils constituent peu à peu une châtellenie,,,.

### Moyen Âge
De cette forteresse, sans doute sommaire, bâtie à l'origine en bois sur une motte féodale entourée de douves, dépendait une petite église dédiée à saint Christophe. C'est cette église primitive, confiée, à partir de 1069, à l'abbaye de Saint-Florent de Saumur, qui est à l'origine du nom de la commune. Malgré l'adjonction d'un donjon en pierre (au cours du XIe ou au début du XIIe siècle), la place forte de Saint-Christophe perd rapidement son intérêt stratégique. Très tôt déserté par les d'Alluye(s), le château ne subit pas d'extensions nouvelles et tombe même peu à peu en ruine (il retrouve seulement un rôle militaire pendant la guerre de Cent Ans, aux mains des Anglais qui finiront de le détruire). Les seigneurs de Saint-Christophe sont aussi barons de Chasteaux-en-Anjou (Château-la-Vallière), avec Vaujours ; de la fin du XIIIe au XIVe siècle, les d'Alluyes, suivis de leurs descendants Rotrou de Montfort puis Parthenay, cèdent peu à peu leurs biens angevins/tourangeaux à la famille Trousseau (de Touraine), qui eut aussi Véretz (voir à cet article). Éloignés de leur terre, les barons de St-Christophe laissent la gestion du domaine à des officiers seigneuriaux et à des fermiers, même par la suite, à l'époque des Bueil (descendants des Trousseau), puis des La Baume Le Blanc de La Vallière,,. 

Au cours des XIe – XIIIe siècles, la paroisse se met en place et le bourg s'agrandit sous la double protection du pouvoir seigneurial et des moines de Saint-Florent. Grâce à d'importants défrichements une grande partie du terroir est mise en valeur (dès cette époque la vigne et les pommiers sont plantés). C'est également à cette date qu'apparaît une importante foire aux chevaux organisée chaque année à proximité de la chapelle Saint-Gilles (construite au début du XIIe siècle), où se rencontrent dès marchands venus de tout le royaume et même d'Espagne et d'Italie,,,.
Au XIIIe siècle, Saint-Christophe devient la "première baronnie de Touraine" (ce titre est disputé par Preuilly), ce qui permet aux seigneurs de faire clore le bourg. Celui-ci est désormais protégé par des murs et des fossés percés par trois portes. De nombreux aménagements souterrains complètent ce système défensif,,.

### XVIIeetXVIIIesiècles
En 1667, la baronnie de Saint-Christophe est unie à celle de Château-la-Vallière pour constituer le duché-pairie de La Vallière érigé par Louis XIV en faveur de sa favorite, Louise de La Vallière, dame de Vaujours et de Chasteaux,. À cette date, Saint-Christophe est présenté comme une "petite ville fermée de murailles et dans une belle situation où il y a de très belles maisons". Celles-ci témoignent bien de la prospérité de Saint-Christophe au cours de l'Ancien Régime, d'ailleurs confirmée par d'autres éléments. Très tôt, le clocher de l'église est orné d'une horloge. La population, qui compte en moyenne à cette époque 1500 habitants, comprend un nombre important de marchands, d'artisans et de notables (nobles, sieurs, bourgeois, officiers royaux et seigneuriaux). Le bourg accueille autour de ses halles un marché hebdomadaire (le mardi) et plusieurs foires annuelles (l'une d'elles se tient toujours à Saint-Gilles). Non loin des halles, un "palais" constitue le siège du tribunal seigneurial (Saint-Christophe est le chef-lieu d'une justice qui s'étend en tout ou partie sur une dizaine de paroisses). L'activité des habitants n'est pas exclusivement agricole. Une part importante de la population participe à l'activité textile. Celle-ci est plus particulièrement spécialisée dans la fabrication de draps, de droguets et d'étamines (ces dernières étant, pour partie, exportées vers l'Espagne, le Portugal et l'Italie pour les soutanes des prêtres). La ville abrite également des tanneries et une manufacture de faïence,,.

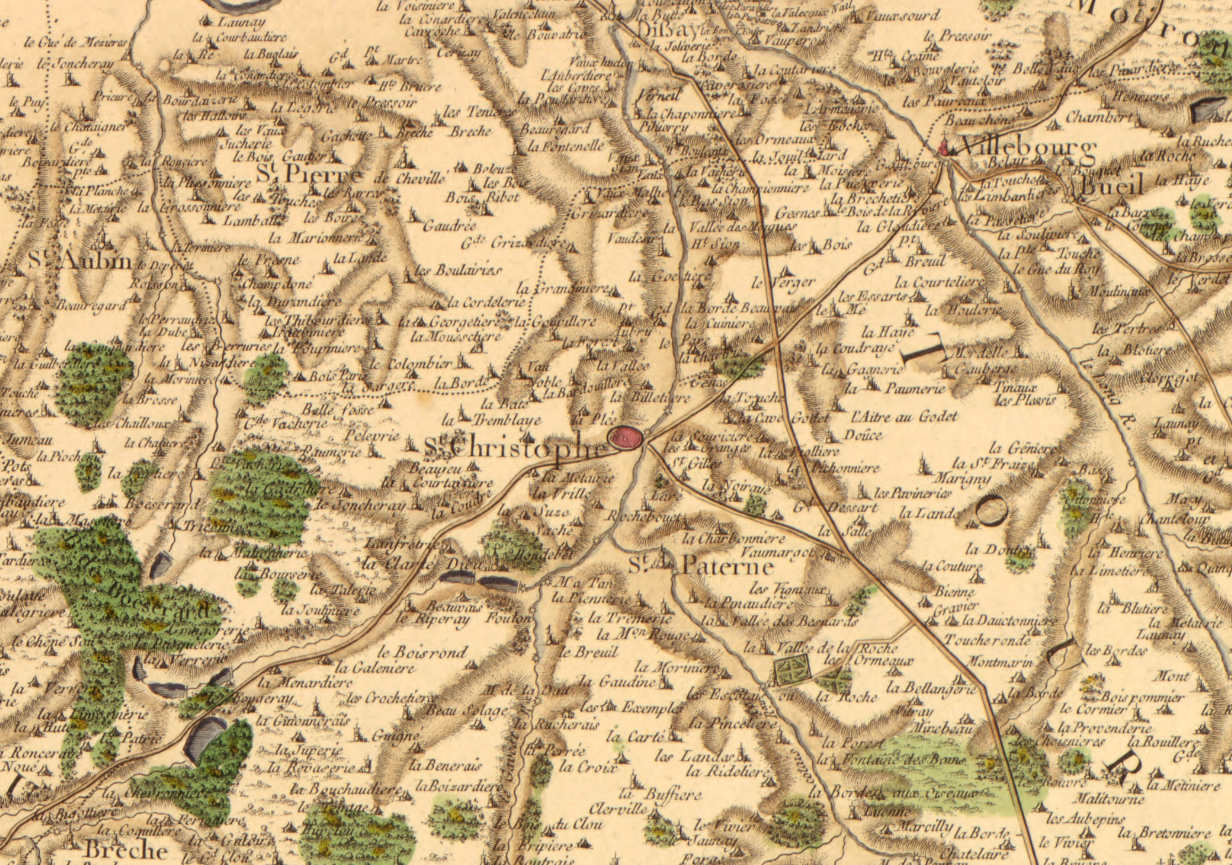
Carte de Cassini, XVIIIe siècle.

### Période révolutionnaire
Cette prospérité perdure malgré la Révolution. Pendant une courte période, Saint-Christophe se nomme Valriant et se trouve placé à la tête d'un canton composé de cinq communes. Une justice de paix remplace le tribunal seigneurial pendant quelques années. La croissance démographique se poursuit (la commune compte plus de 1700 habitants en 1804), l'artisanat textile (la commune produit désormais des étoffes de laine, de coton et de toile destinées en grande partie à la marine), le travail du cuir et les grandes foires se maintiennent un temps,,.

### Arrivée du chemin de fer
Si des difficultés apparaissent dès la première moitié du XIXe siècle, le déclin s'amorce véritablement autour des années 1850 avec l'accélération de la révolution industrielle. Après l'ouverture de la ligne de chemin de fer Tours-Le Mans en 1858, la municipalité, malgré des démarches répétées, ne parvient pas à obtenir la construction d'une "halte" dans la commune, mesure qui aurait pu favoriser le maintien de l'activité économique. Entre la fin du XIXe et le début du XXe siècle, les foires s'éteignent une à une (les deux dernières disparaissent en 1914) et le marché du mardi est supprimé. Beaucoup d'artisans et petits commerçants ferment boutiques et l'activité textile disparaît complètement. Seul le travail du cuir se maintient encore quelques années (la dernière tannerie ferme ses portes en 1960),,.

### Époque moderne
À la suite d'une délibération municipale du 20 octobre 1937, la commune prend officiellement le nom de Saint-Christophe-sur-le-Nais. La population se stabilise autour de 950 habitants jusqu'en 1980 pour atteindre le millier à l'aube du XXIe siècle, grâce à de nombreuses constructions. La seconde moitié du XXe siècle est marquée par de profondes mutations dans l'agriculture. La vigne et l'élevage laissent la place à la céréaliculture intensive et à l'arboriculture, très présente dans la commune. Une foire-exposition fruitière est instaurée en 1946 et une coopérative fruitière est créée en 1968. À la même époque, une usine de trieuses-calibreuses s'installe dans la commune, s'ajoutant aux deux entreprises textiles. Mais la crise de la fin du XXe s. amène certaines d'entre elles à cesser leurs activités,,.
À l'heure actuelle, les principales sources d'emplois communales sont la coopérative fruitière et la maison de retraite. Dans le contexte de mondialisation et de forte concurrence étrangère, le secteur arboricole connaît de profondes difficultés,,.

## Politique et administration[36],[32]

### Tendances politiques et résultats
| Scrutin             | Scrutin             | 1er tour | 1er tour | 1er tour | 1er tour | 1er tour | 1er tour | 1er tour | 1er tour  | 1er tour | 1er tour | 1er tour  | 1er tour | 2d tour | 2d tour | 2d tour | 2d tour | 2d tour | 2d tour |
| Scrutin             | Scrutin             | 1er      | 1er      | %        | 2e       | 2e       | %        | 3e       | 3e        | %        | 4e       | 4e        | %        | 1er     | 1er     | %       | 2e      | 2e      | %       |
| ------------------- | ------------------- | -------- | -------- | -------- | -------- | -------- | -------- | -------- | --------- | -------- | -------- | --------- | -------- | ------- | ------- | ------- | ------- | ------- | ------- |
| Présidentielle 2017 | Présidentielle 2017 |          | LR       | 25,64    |          | FN       | 24,27    |          | LFI       | 15,90    |          | EM        | 14,02    |         | EM      | 57,84   |         | FN      | 42,16   |
| Présidentielle 2022 | Présidentielle 2022 |          | RN       | 34,33    |          | LREM     | 22,20    |          | LFI       | 18,47    |          | LR        | 5,04     |         | RN      | 52,36   |         | LREM    | 47,64   |
| Législatives 2022   | 5e                  |          | RN       | 32,68    |          | LR       | 21,69    |          | MoDem-Ens | 15,77    |          | PCF-Nupes | 14,65    |         | RN      | 58,20   |         | MoDem   | 41,80   |
| Législatives 2024   | 5e                  |          | RN       | 44,68    |          | PCF-NFP  | 20,85    |          | MoDem-Ens | 17,66    |          | LR        | 12,98    |         | RN      | 54,27   |         | MoDem   | 45,73   |

## Population et société

### Démographie
L'évolution du nombre d'habitants est connue à travers les recensements de la population effectués dans la commune depuis 1793. Pour les communes de moins de 10 000 habitants, une enquête de recensement portant sur toute la population est réalisée tous les cinq ans, les populations de référence des années intermédiaires étant quant à elles estimées par interpolation ou extrapolation. Pour la commune, le premier recensement exhaustif entrant dans le cadre du nouveau dispositif a été réalisé en 2005.

En 2022, la commune comptait 1 077 habitants, en évolution de −4,35 % par rapport à 2016 (Indre-et-Loire : +1,67 %, France hors Mayotte : +2,11 %).
| 1793  | 1800  | 1806  | 1821  | 1831  | 1836  | 1841  | 1846  | 1851  |
| ----- | ----- | ----- | ----- | ----- | ----- | ----- | ----- | ----- |
| 1 607 | 1 734 | 1 560 | 1 391 | 1 522 | 1 515 | 1 504 | 1 522 | 1 392 |

| 1856  | 1861  | 1866  | 1872  | 1876  | 1881  | 1886  | 1891  | 1896  |
| ----- | ----- | ----- | ----- | ----- | ----- | ----- | ----- | ----- |
| 1 232 | 1 234 | 1 127 | 1 079 | 1 120 | 1 108 | 1 111 | 1 141 | 1 103 |

| 1901  | 1906  | 1911  | 1921 | 1926 | 1931 | 1936 | 1946 | 1954 |
| ----- | ----- | ----- | ---- | ---- | ---- | ---- | ---- | ---- |
| 1 054 | 1 091 | 1 065 | 933  | 910  | 907  | 891  | 912  | 916  |

| 1962 | 1968  | 1975 | 1982 | 1990 | 1999 | 2005  | 2006  | 2010  |
| ---- | ----- | ---- | ---- | ---- | ---- | ----- | ----- | ----- |
| 971  | 1 022 | 932  | 877  | 925  | 965  | 1 067 | 1 089 | 1 087 |

| 2015  | 2020  | 2022  | - | - | - | - | - | - |
| ----- | ----- | ----- | - | - | - | - | - | - |
| 1 127 | 1 092 | 1 077 | - | - | - | - | - | - |

## Culture locale et patrimoine

### Lieux et monuments
Les lieux-dits de Saint-Christophe qui n'existent plus ou qui ne sont plus habités ont été étudiés : la Peuleverie, la Plissonière, la Forêt ou les Forêts, la basse Grisardière, le Moisi, le Parc, la Beauce, la Folleterie, les Bodins, la Noiraie, les Costières, la Gachetière, la Glaudière, la Cuinière, le moulin Bouleau.
Certains monuments du village sont référencés dans la plateforme ouverte du patrimoine (POP) du Ministère de la Culture.
Quelques monuments remarquables :
- motte féodale et ruine du donjon des d'Alluye(s)[47],[48]. La motte est bâtie à la pointe sud-est du coteau qui domine le village. Le donjon de pierre, qui succède vraisemblablement à un donjon en bois, et qui mesure 8,60 × 6,60 mètres à l'intérieur, a été construit vers 1025 au pied de la motte. En 1061, au sud-est de la basse-cour a été bâtie une église. Une seconde basse-cour, passant le long de la façade sud de l'église a probablement été aménagée entre 1030 et 1060. Un réseau de caves et de galeries sous le coteau a recoupé deux silos de forme ovoïde (ponnes). Une galerie présente un retour pouvant correspondre à un boyau de souterrain-refuge partiellement comblé mais dont on voit encore les galeries de départ et les feuillures de fermeture. Les silos et le souterrain-refuge sont considérés comme contemporain de la motte ou du donjon car placés à leur pied dans la première basse-cour[47],[49] ;
- chapelle Saint-Gilles, fondée en 1122 par Geoffroy d'Alluye[32],[50],[34] ;
- cave habitée du XIVe siècle, inscrite au titre des monuments historiques en 2022[51],[52] ;
- les églises priorale et paroissiale Saint-Christophe[33],[53]. Les deux édifices sont accolés et communiquent entre eux par une ouverture pratiquée en 1700. Le prieuré bénédictin date du XIe siècle et a été remanié au XIVe siècle[32]. L'église date du XVIe siècle. L'ensemble est protégé depuis 1942 par un classement au titre des monuments historiques[54] ;
- fuie de la Forêt, fuie seigneuriale en tuffeau dépendant du fief de Racan, 687 boulins[55],[56] ;
- manoir de Vaudésir (deuxième moitié du XVIe siècle), inscrit au titre des monuments historiques en 2022[57] ;
- château de Gênes, XVIIe siècle[32],[58] ;
- demeure, dite la Perrine (6 Place Jehan d'Alluye). Périodes de construction XIVe, XVIIIe et XIXe siècles[59] ;
- manoir du Bas Sion, XVIIIe et XIXe siècles[60],[31] ;
- maison de bourg, dite du Dauphin, car y pendait une enseigne en forme de Dauphin (12 rue des Potiers). Demeure attribuée à Pierre Epron, fondateur de la manufacture de faïence de Saint-Christophe (premier quart du XVIIIe siècle). À gauche de sa façade, une niche abrite une statue de saint Pierre réalisée à la faïencerie Epron par Pierre Moreau[61],[62],[63],[64];
- maison de bourg, dite des Ormeaux, car quatre ormeaux étaient plantés devant la porte d'entrée sur un emplacement en dépendant (12 Place du Te Deum). Réédifiée au début du XVIIIe siècle par Pierre Cuisnier, procureur fiscal au siège de Saint-Christophe, après le grand incendie de Saint-Christophe[65],[66];
- maison de bourg (11 rue Chaude), lieu de naissance des médecins Antoine Mançais et Raphaël Blanchard (XIXe siècle)[67] ;

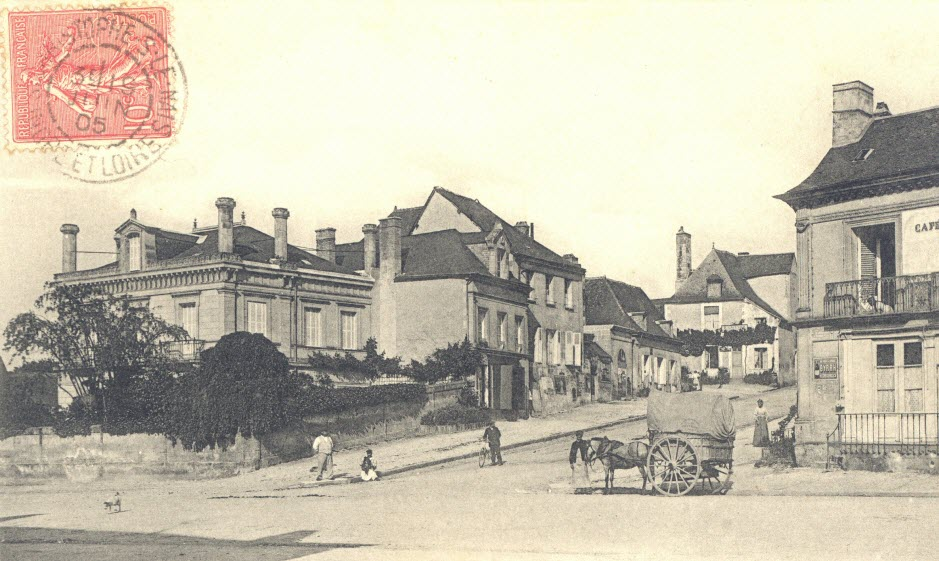
La place principale en 1900.
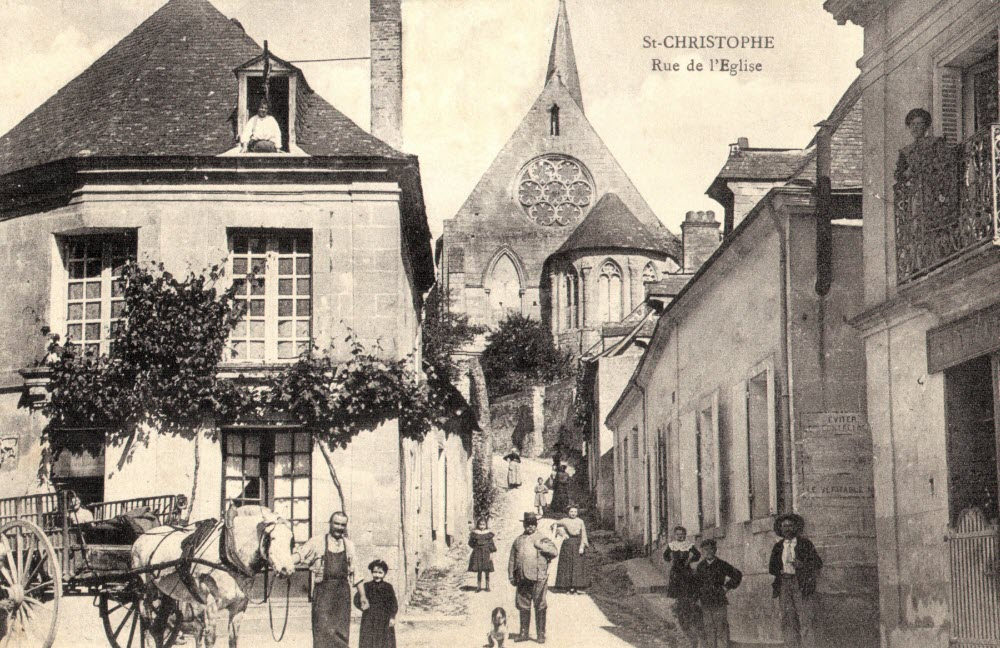
La rue de l'église en 1900.
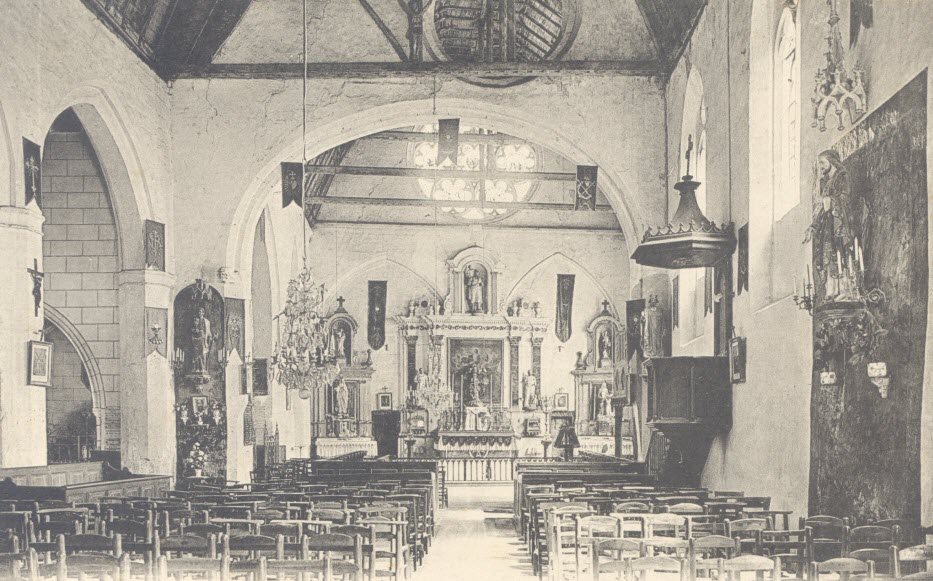
L'intérieur de l'église en 1900.

### Personnalités liées à la commune
- Georges Audebert (1913-2002), sous-préfet dans l'Algérie en guerre, auteur, né à Saint-Christophe[68],[69].
- Hugues II d'Alluye (v. 980-après 1025), seigneur de Saint-Christophe, fit vraisemblablement édifier le donjon[32],[70].
- Hughes III d'Alluye (vivant en 1065 et en 1082), seigneur de Saint-Christophe, fonda l'église priorale[32],[70].
- Geoffroy d'Alluye, seigneur de Saint-Christophe, fonda en 1122 la chapelle Saint-Gilles[32],[70].
- Jean II d'Alluye (v. 1180-1248), croisé en Terre Sainte, seigneur de Saint-Christophe[31],[32],[71].
- Moïse Firmin Balzac (1863-1956), architecte, né et décédé à Saint-Christophe[72].
- Adrienne-Emilie-Félicité de la Baume Le Blanc (1740-1812), duchesse de Châtillon, dernier seigneur de Saint-Christophe[31].
- Louis IV de Bueil (avant 1513-1563 ou 1565), représenté sur le tableau du retable de la Résurrection du Christ de l'église de Saint-Christophe[73].
- Jean VII de Beuil (v. 1563-1638), donateur représenté sur le tableau du retable de la Résurrection du Christ de l'église de Saint-Christophe[53].
- René de Beuil (1626-1640), donateur représenté sur le tableau du retable de la Résurrection du Christ de l'église de Saint-Christophe[53].
- Raymond Bigot (1872-1953), sculpteur, auteur des bustes en bronze de Fulgence Raymond et de Raphaël Blanchard : fondus sous le régime de Vichy[74],[75],[76].
- Raphaël Blanchard (1857-1919), médecin, zoologiste et folkloriste français, né à Saint-Christophe[31],[77],[78],[79],[80].
- Mathurin Bonnecamp (1590-avant février 1655), peintre du tableau 'La résurrection du Christ' du maître-autel de l'église de Saint-Christophe[81],[82],[73].
- Médéric Bruno (1887-1958), sculpteur tourangeau, réalisa la statue du monument aux morts du village[83].
- Antoine Charpentier (v. 1615-1671), sculpteur, auteur du Retable de La Délivrance de Saint-Pierre de l'église de Saint-Christophe[53],[84].
- Jeanne David-Desmousseaux de Givré (1836-1913), auteur d'ouvrages religieux, habita la Perrine entre 1896 et 1913[85],[86].
- Georges Delpérier (1865-1936), sculpteur français, réalisa le buste en bronze d'Eugène Hilarion : fondu en 1942 sous le régime de Vichy[87].
- Emilien Desmousseaux de Givré (1836-1924), ingénieur, auteur d'ouvrages techniques et sociologiques, habita la Perrine entre 1896 et 1924[88],[89],[86].
- Félix Desmousseaux de Givré (1882-1915), avocat, auteur, habita la Perrine aux alentours de 1906, mort pour la France[90],[91],[92],[86].
- Isabelle Destriché (1823-1910), écrivain régionaliste, née à Saint-Christophe[93],[94],[95],[96].
- Gilles Douté (1750-1813), premier vétérinaire de Touraine, né à Saint-Christophe[97],[98],[99].
- Jules Egal (1851-1910), compositeur, instituteur à Saint-Christophe de 1882 à 1910[100],[101],[102].
- Pierre Epron l'aisné (1688-1761), fonda la première faïencerie de Touraine à Saint-Christophe[31],[32],[63].
- Jean-Prosper Florence, verrier à Tours, auteur de deux vitraux (1900 et 1902) de l'église de Saint-Christophe[103],[104].
- Yves Gauffreteau (1905-1999), popotier de la croisière jaune, se retira au Bas Sion en 1962[31],[105].
- Eugène Hillarion (1841-1919), peintre amateur, bienfaiteur de la commune, né à Saint-Christophe où il créa une manufacture de boutons[78],[106].
- Pierre Janvier (1817-1888), auteur d'ouvrages religieux, prêtre du diocèse de Tours, chanoine titulaire et doyen du Chapitre cathédral, né à Saint-Christophe[107].
- Édouard Labbé (1827-1894), médecin des Hôpitaux de Paris, né à Saint-Christophe[108].
- Étienne Lobin, verrier, auteur de trois vitraux (1911) de l'église de Saint-Christophe[109],[110],[111],[112].
- Elisabeth Le Port (1919-1943), résistante, institutrice à Saint-Christophe de 1939 à 1942[113],[31].
- Antoine Emile Mançais (1833-1868), chirurgien-major de la marine pendant la guerre de Crimée, né et décédé à Saint-Christophe[67].
- Daphné du Maurier (1907-1989), écrivain, dans les années 1950-1960 séjourna à l'hôtel des Glycines de Saint-Christophe à la recherche de ses ancêtres souffleurs de verre[31],[114].
- Pierre Moreau (1718-1769), ouvrier de la faïencerie Epron, réalisa en 1749 la statue de saint Pierre abritée dans une niche de la maison du Dauphin[61],[64],[115],[116].
- Jules Pierre Rambur (1801-1870), médecin et entomologiste français, habita à Saint-Christophe aux alentours de 1851.
- Fulgence Raymond (1844-1910), neurologue français, né à Saint-Christophe[31],[78],[117],[118].
- Jacqueline de la Trémoille († 1599), représentée sur le tableau du retable de la Résurrection du Christ de l'église de Saint-Christophe[73].
- Sante Vallar (1893-1951), mosaïste Art Déco, réalisa le socle du buste en bronze d'Eugène Hillarion : fondu sous le régime de Vichy[87],[119].
- Louise de la Vallière (1644-1710), favorite de Louis XIV qui érigea en sa faveur les baronnies de Chasteaux en Anjou (Château-la-Vallière) et de Saint-Christophe en duché-pairie[31],[32].

### Héraldique
| Blason de Saint-Christophe-sur-le-Nais | Les armes de Saint-Christophe-sur-le-Nais se blasonnent ainsi : d'azur à Saint Christophe d'or. |

### Enseignement
Saint-Christophe-sur-le-Nais se situe dans l'Académie d'Orléans-Tours (Zone B) et dans la circonscription de Saint-Cyr-sur-Loire.
L'école primaire accueille les élèves de la commune.